# Serzy-et-Prin
Serzy-et-Prin est une commune française, située dans le département de la Marne en région Grand Est.

## Géographie

### Localisation
Serzy-et-Prin se trouve au nord-ouest du département de la Marne, en région Grand Est. La commune appartient à la région agricole du Tardenois.
La commune de Serzy-et-Prin s'étend sur une superficie de 736 hectares. Sur son territoire, l'altitude varie de 77 à 201 mètres. Le village de Serzy est situé à flanc de coteau entre la vallée de l'Ardre, rivière qui traverse la commune en son centre, et le vallon du ruisseau de Barizet, qui s'étend vers le nord. C'est au nord de la commune, en surplomb de ce vallon, que se trouve son point culminant (au pied du Mont Grenet à la limite avec Hourges). Le hameau de Prin, également dans la vallée de l'Ardre mais au sud de la commune, est quant à lui dominé par la Montagne de Prin et la Petite Montagne (185 m).
Par la route, Serzy-et-Prin se situe à 71 km de Châlons-en-Champagne, préfecture du département, à 24 km de Reims, sous-préfecture, et à 10 km de Fismes, bureau centralisateur du canton de Fismes-Montagne de Reims dont dépend Serzy-et-Prin depuis 2015. La commune fait en outre partie du bassin de vie de Fismes.
Serzy-et-Prin est limitrophe de 8 communes :
| Crugny    | Hourges       | Vandeuil            |
| Brouillet | Serzy-et-Prin | Savigny-sur-Ardres  |
| Lagery    | Lhéry         | Faverolles-et-Coëmy |

### Hydrographie

#### Réseau hydrographique
La commune est dans la région hydrographique « la Seine du confluent de l'Oise (inclus) à l'embouchure » au sein du bassin Seine-Normandie. Elle est drainée par l'Ardre, le cours d'eau 04 de la commune de Serzy-et-Prin, le ruisseau de Barizet et divers bras de l'Ardre,.
L'Ardre, d'une longueur de 39 km, prend sa source dans la commune de Saint-Imoges et se jette dans la Vesle à Fismes, après avoir traversé 18 communes. Les caractéristiques hydrologiques de l'Ardre sont données par la station hydrologique située sur la commune de Serzy-et-Prin. Le débit moyen mensuel est de 0,716 m3/s. Le débit moyen journalier maximum est de 19,9 m3/s, atteint lors de la crue du 14 juillet 2021. Le débit instantané maximal est quant à lui de 33,6 m3/s, atteint le même jour.
Un plan d'eau complète le réseau hydrographique : le plan d'eau de la commune de Serzy-et-Prin (1,6 ha),.

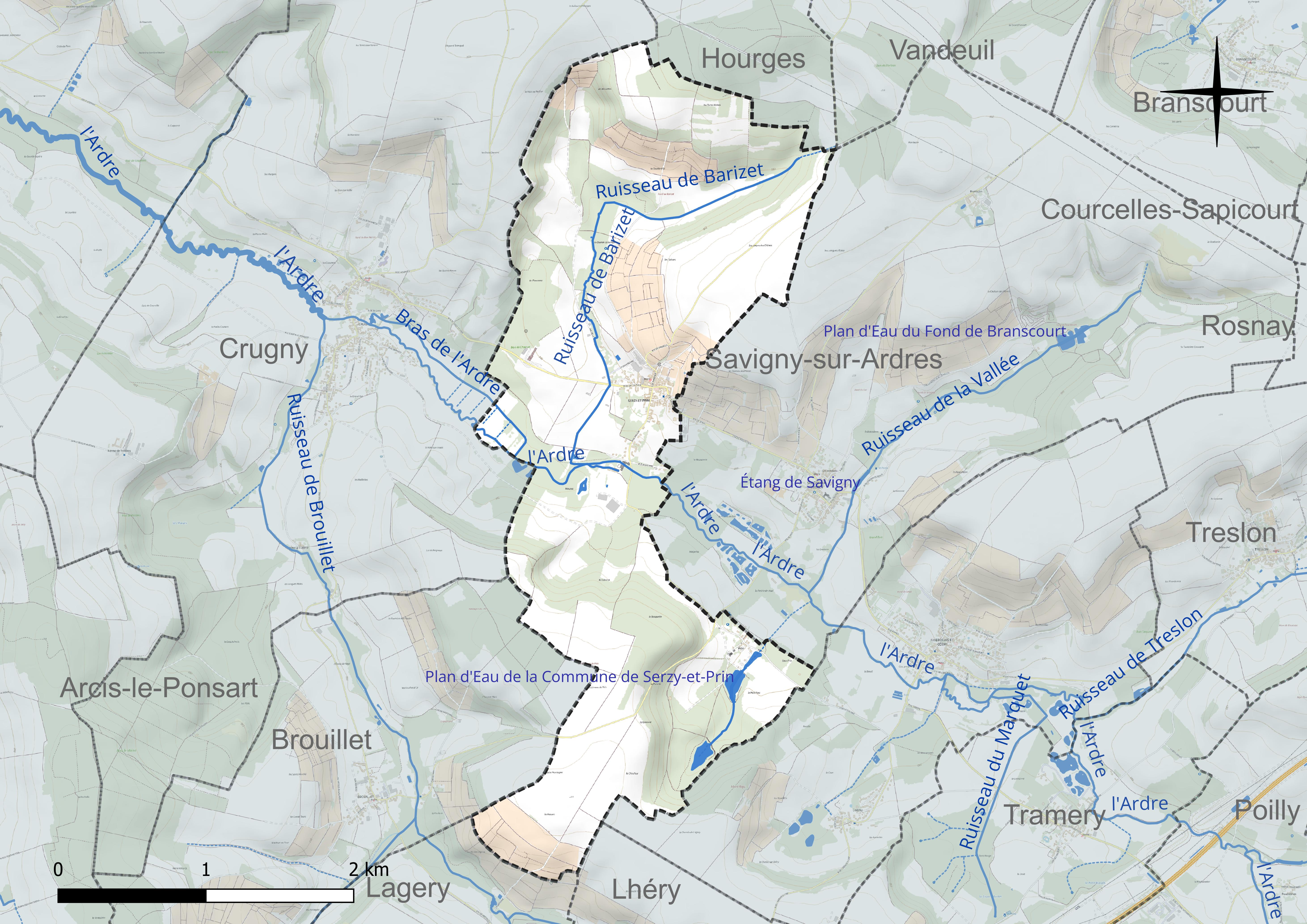
Réseau hydrographique de Serzy-et-Prin.

#### Gestion et qualité des eaux
Le territoire communal est couvert par le schéma d'aménagement et de gestion des eaux (SAGE) « Aisne Vesle Suippe ». Ce document de planification, dont le territoire s’étend sur 3 096 km2 répartis sur trois départements (Aisne, Marne et Ardennes) et deux régions (Champagne-Ardenne et Picardie), a été approuvé le 16 décembre 2013. La structure porteuse de l'élaboration et de la mise en œuvre est le Syndicat d’aménagement des bassins Aisne Vesle Suippe (SIABAVES). 
La qualité des cours d’eau peut être consultée sur un site dédié géré par les agences de l’eau et l’Agence française pour la biodiversité. 

### Climat
Pour des articles plus généraux, voir Climat du Grand Est et Climat de la Marne.
En 2010, le climat de la commune est de type climat océanique dégradé des plaines du Centre et du Nord, selon une étude du Centre national de la recherche scientifique s'appuyant sur une série de données couvrant la période 1971-2000. En 2020, Météo-France publie une typologie des climats de la France métropolitaine dans laquelle la commune est exposée à un climat océanique altéré et est dans la région climatique  Nord-est du bassin Parisien, caractérisée par un ensoleillement médiocre, une pluviométrie moyenne régulièrement répartie au cours de l’année et un hiver froid (3 °C).
Pour la période 1971-2000, la température annuelle moyenne est de 10,5 °C, avec une amplitude thermique annuelle de 15,4 °C. Le cumul annuel moyen de précipitations est de 748 mm, avec 12 jours de précipitations en janvier et 8,8 jours en juillet. Pour la période 1991-2020, la température moyenne annuelle observée sur la station météorologique de Météo-France la plus proche, « Chambrecy-Civc », sur la commune de Chambrecy à 8 km à vol d'oiseau, est de 10,7 °C et le cumul annuel moyen de précipitations est de 734,0 mm. 
La température maximale relevée sur cette station est de 40,3 °C, atteinte le 25 juillet 2019 ; la température minimale est de −22,1 °C, atteinte le 17 janvier 1985,,.
Les paramètres climatiques de la commune ont été estimés pour le milieu du siècle (2041-2070) selon différents scénarios d'émission de gaz à effet de serre à partir des nouvelles projections climatiques de référence DRIAS-2020. Ils sont consultables sur un site dédié publié par Météo-France en novembre 2022.

## Urbanisme

### Typologie
Au 1er janvier 2024, Serzy-et-Prin est catégorisée commune rurale à habitat dispersé, selon la nouvelle grille communale de densité à sept niveaux définie par l'Insee en 2022.
Elle est située hors unité urbaine. Par ailleurs la commune fait partie de l'aire d'attraction de Reims, dont elle est une commune de la couronne,. Cette aire, qui regroupe 294 communes, est catégorisée dans les aires de 200 000 à moins de 700 000 habitants,.

### Occupation des sols
L'occupation des sols de la commune, telle qu'elle ressort de la base de données européenne d’occupation biophysique des sols Corine Land Cover (CLC), est marquée par l'importance des territoires agricoles (59,5 % en 2018), une proportion sensiblement équivalente à celle de 1990 (59,2 %). La répartition détaillée en 2018 est la suivante : 
terres arables (50,5 %), forêts (37 %), cultures permanentes (7,9 %), zones urbanisées (3,5 %), prairies (0,7 %), zones agricoles hétérogènes (0,3 %). L'évolution de l’occupation des sols de la commune et de ses infrastructures peut être observée sur les différentes représentations cartographiques du territoire : la carte de Cassini (XVIIIe siècle), la carte d'état-major (1820-1866) et les cartes ou photos aériennes de l'IGN pour la période actuelle (1950 à aujourd'hui).

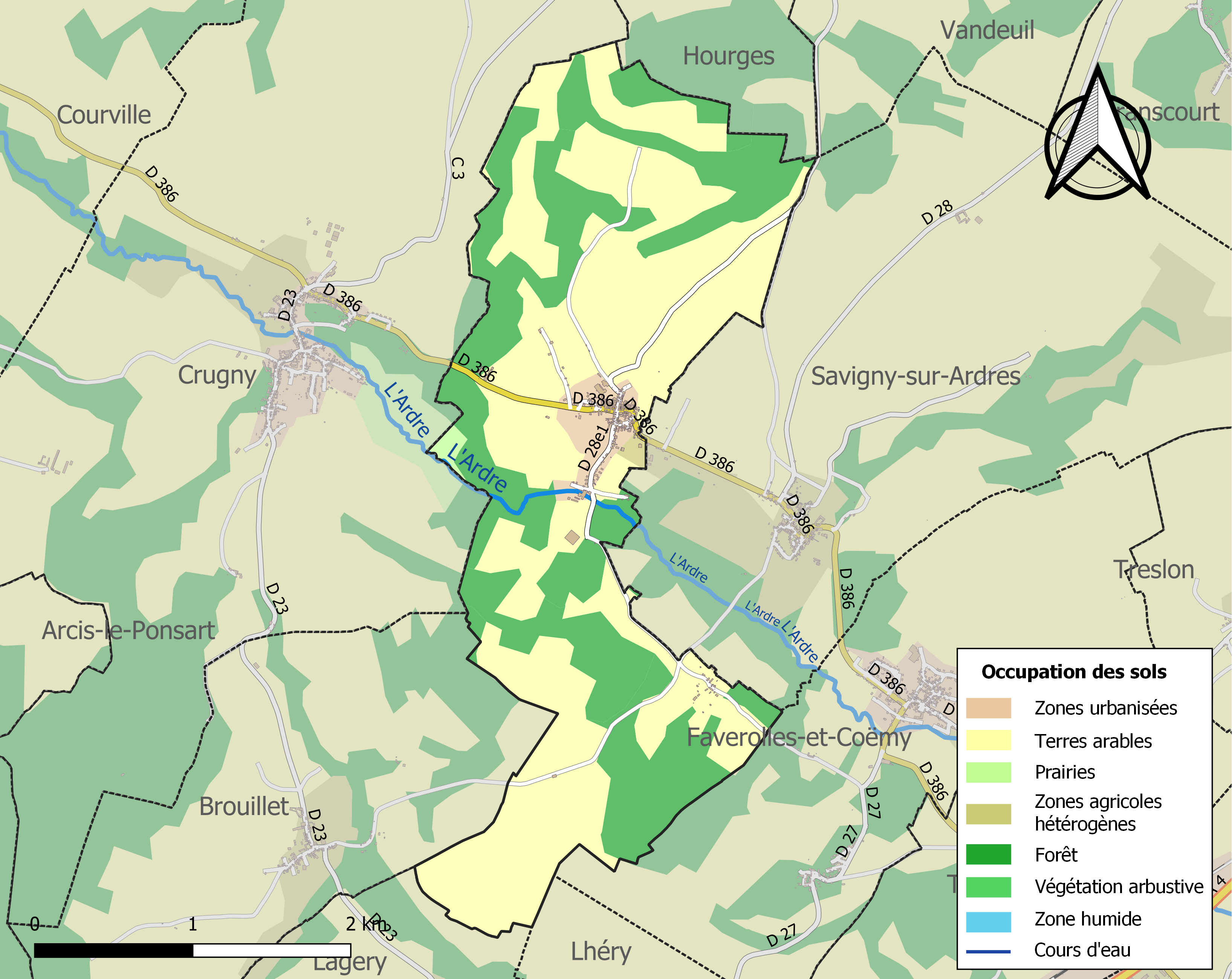
Carte des infrastructures et de l'occupation des sols de la commune en 2018 (CLC).

## Toponymie
Serzi et Prin furent rattachés en 1790.
Serzy est attesté sous les formes Serzeium (1145) ; Cerzeium (1193) ; Serzi (1261) ; Serzeium (1303-1312) ; Sarzi (1360) ; Sarziacum (1361) ; Serzey (1384) ; Serzy-lès-Maupas (1691) ; Sarzi-lez-Maupas (1728) ; Serzy-le-Maulpas (1753).

Prin, perren en 1164, était un hameau indépendant avec son château et sa chapelle.

Prin est attesté sous les formes Perren (1164) ; Perrain (1193) ; Perrein (1197) ; Prain (vers 1252) ; Prin (1564) ; Prein (1753).

Perren, en 1164, signifie « pierre » en Vieux haut allemand.

## Histoire

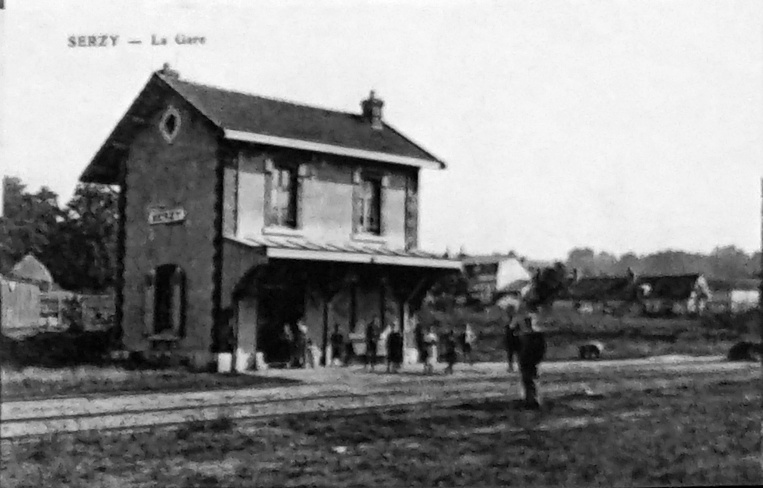
Gare alors desservie par le Chemins de fer de la Banlieue de Reims.

D'une racine duale, le village avait deux co-seigneurs. Il relevait autant de la coutume de Reims que de celle de Vitry. Des fouilles de 1899 avaient mis en avant l'ancienneté du lieu d'habitation depuis le néolithique.

## Politique et administration
| Période                                  | Période                   | Identité         | Étiquette | Qualité |
| ---------------------------------------- | ------------------------- | ---------------- | --------- | ------- |
| 1876                                     |                           | Voyeux           |           |         |
| Les données manquantes sont à compléter. |                           |                  |           |         |
| avant 1981                               | 1983                      | Roger Delozanne  |           |         |
| 1983                                     | 1989                      | Marcel Delozanne |           |         |
| mars 1989                                | mars 2014                 | Yves Delozanne   |           |         |
| mars 2014                                | En cours (au 8 juin 2020) | Franck Bailly    |           |         |

## Démographie
L'évolution du nombre d'habitants est connue à travers les recensements de la population effectués dans la commune depuis 1793. Pour les communes de moins de 10 000 habitants, une enquête de recensement portant sur toute la population est réalisée tous les cinq ans, les populations de référence des années intermédiaires étant quant à elles estimées par interpolation ou extrapolation. Pour la commune, le premier recensement exhaustif entrant dans le cadre du nouveau dispositif a été réalisé en 2007.

En 2022, la commune comptait 212 habitants, en évolution de +8,16 % par rapport à 2016 (Marne : −1,19 %, France hors Mayotte : +2,11 %).
| 1793 | 1800 | 1806 | 1821 | 1831 | 1836 | 1841 | 1846 | 1851 |
| ---- | ---- | ---- | ---- | ---- | ---- | ---- | ---- | ---- |
| 425  | 455  | 479  | 525  | 552  | 516  | 521  | 518  | 496  |

| 1856 | 1861 | 1866 | 1872 | 1876 | 1881 | 1886 | 1891 | 1896 |
| ---- | ---- | ---- | ---- | ---- | ---- | ---- | ---- | ---- |
| 457  | 475  | 440  | 394  | 392  | 372  | 380  | 346  | 320  |

| 1901 | 1906 | 1911 | 1921 | 1926 | 1931 | 1936 | 1946 | 1954 |
| ---- | ---- | ---- | ---- | ---- | ---- | ---- | ---- | ---- |
| 324  | 322  | 282  | 251  | 275  | 262  | 225  | 197  | 193  |

| 1962 | 1968 | 1975 | 1982 | 1990 | 1999 | 2006 | 2007 | 2012 |
| ---- | ---- | ---- | ---- | ---- | ---- | ---- | ---- | ---- |
| 172  | 181  | 154  | 206  | 210  | 199  | 191  | 190  | 176  |

| 2017 | 2022 | - | - | - | - | - | - | - |
| ---- | ---- | - | - | - | - | - | - | - |
| 207  | 212  | - | - | - | - | - | - | - |

## Culture locale et patrimoine

### Lieux et monuments

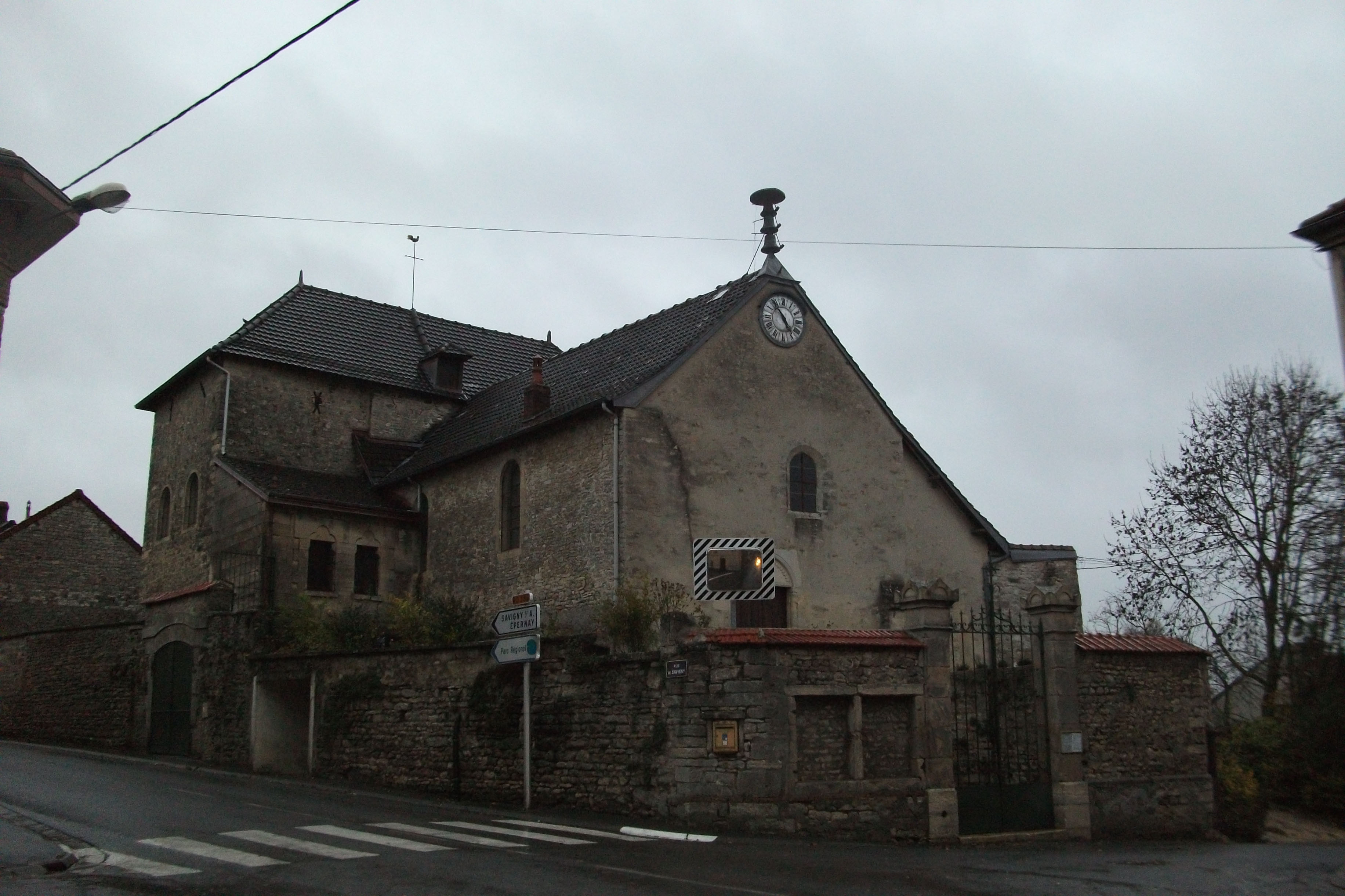
L'église.
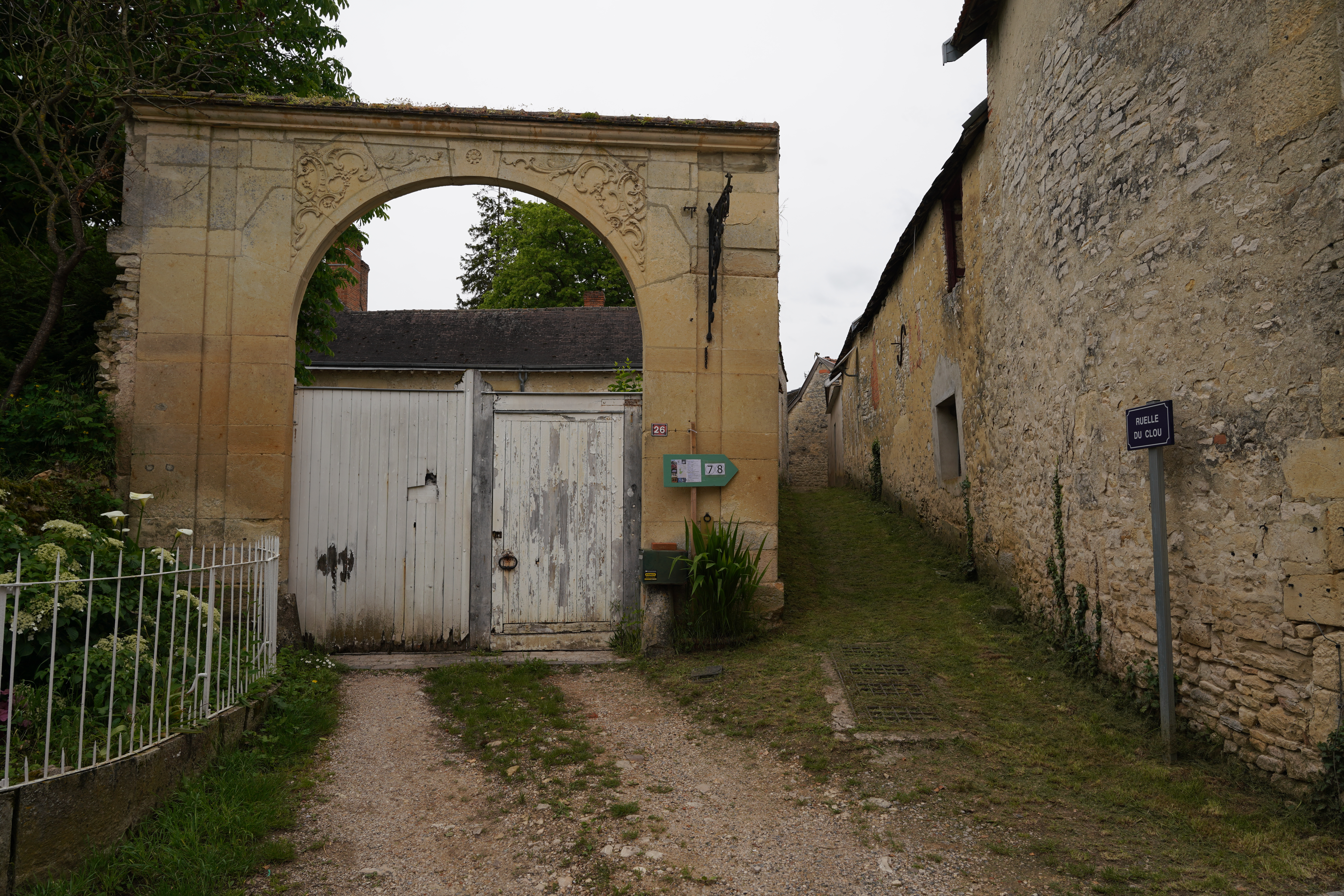
Portail rue du Clou.
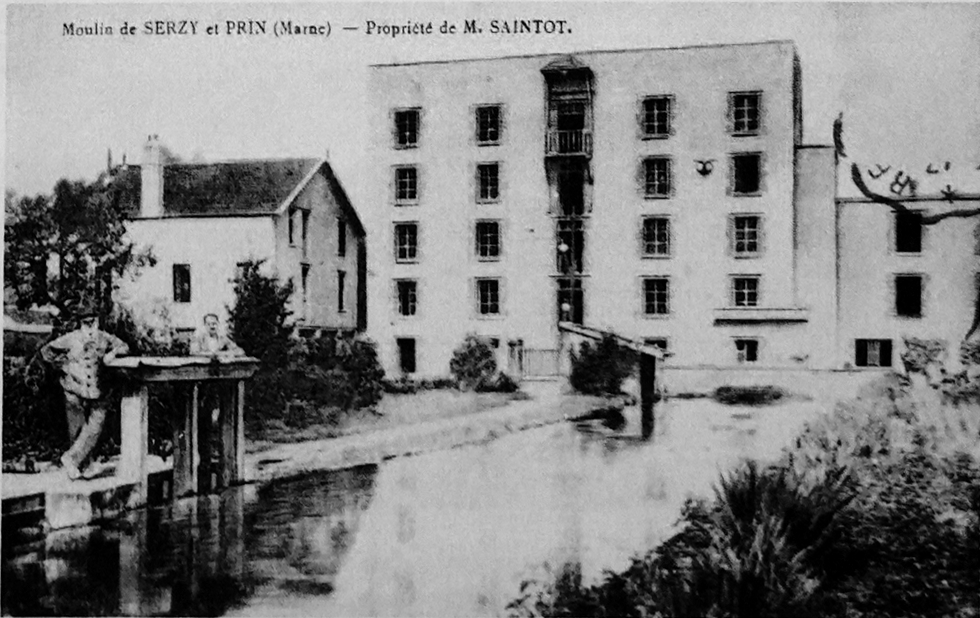
La minoterie.

- À Prin, château XVIIe siècle.
- Une église du XIIe siècle dédicacée à Notre-Dame.

### Personnalités liées à la commune
- Victor Debay (1861-1921) : explorateur français.

### Héraldique
| Blason de Serzy-et-Prin | Blason  | D'azur à la fasce d'argent chargée de l'inscription « Serzy-et-Prin » en lettres de sable, accostée de deux jumelles potencées contre-potencées d'or. |
| Blason de Serzy-et-Prin | Détails | Blason du département de la Marne auquel fut ajouté le nom de la commune. Le statut officiel du blason reste à déterminer.                            |